# Saint-Barnabé
Saint-Barnabé è un comune francese di 1 298 abitanti situato nel dipartimento delle Côtes-d'Armor nella regione della Bretagna.

## Società

### Evoluzione demografica
Abitanti censiti